# 星野みどり
星野 みどり（ほしの みどり、1957年8月18日 - ）は、日本の元女優。本名、同じ。
東京都出身。頌栄女子学院高等学校卒業。ヤマナカプロモーションに所属していた。

## 人物
東映出身。1960年代より子役として芸能活動を開始し、映画やテレビドラマで活躍。テレビドラマでは、『怪人オヨヨ』（NHK）で主演をつとめた他、ピープロ制作の特撮ドラマ『電人ザボーガー』（フジテレビ）などにレギュラー出演した。『ザボーガー』で共演した神谷まさひろとは当時同じ事務所に所属しており、イベントなどにも一緒に参加していた。また、1980年代前半には、「政岡 愛子」（まさおか あいこ）名義での活動実績がある。
特技は、テニス。

## 出演

### テレビドラマ
- 怪盗ラレロ（1968年、NET） - 中上由利子
- ハレンチ学園（1970年、12ch）
- ワンパク番外地（1971年、12ch） - ハカセ
- プレイガール 第130話「江戸っ子恋仁義」（1971年9月27日、12ch） - 若葉（少女時代）
- 仮面ライダーシリーズ（MBS）
  - 仮面ライダー 第60話「怪奇フクロウ男の殺人レントゲン」（1972年） - 野沢桃子
  - 仮面ライダーアマゾン 第16話「ガランダーの東京火の海作戦!!」（1975年）
- 変身忍者 嵐
  - 第23話「恐怖怪談! 呪いの狼男は誰だ!!」
  - 第24話「恐怖怪談! フランケンの首が笑う」（1972年、MBS）
- 怪人オヨヨ（1972年、NHK） - 主演・大沢ルミ子
- どっこい大作（1973年、NET） - 皆川ジュン
- 刑事くん 第2部 第9話「雨に追われて」（1973年、TBS）
- 電人ザボーガー 第1話「たたかえ! 電人ザボーガー」 - 第38話「決戦!! ザボーガー対悪之宮博士!!」（1974年、CX） - 新田美代
- 夜明けの刑事 第31話「ナンセンスクイズ殺人事件」（1975年、TBS / 大映テレビ）
- 銭形平次 第495話「身代り鴉」（1975年、CX） - おくみ
- ザ・カゲスター 第5話「蛙怪人 ダイヤモンド作戦!」（1976年、NET） - 綾小路貴子
- 一発逆転（1978年 - 1979年、KTV）
- 愛のトロフィー（1978年 - 1979年、NTV）
- 天山先生本日も多忙 第9話「悲しき二等兵」（1979年、ANB） - 恵子
- 怒れ兄弟!（1979年 - 1980年、YTV）
- 風神の門 第8話「変身居士」（1980年、NHK） - 信乃
- 愛の滑走路'81（1981年、TBS）
- 峠の群像 第28話「大石動く」、第31話「大石暗殺計画」（1982年、NHK） - たみ
- 時代劇スペシャル / 御用船炎上（1982年、CX）
- おにいちゃん（1982年、TBS）
- 木曜9時の女 欲望の女シリーズ / 乙女座は悪女の匂い（1984年、ANB）

### 映画
- 超高層のあけぼの（1969年、東映） - 病院の女の子
- 昭和残侠伝 死んで貰います（1970年、東映）
- 青春喜劇 ハレンチ学園（1970年、日活） - あゆ子
- ハレンチ学園 身体検査の巻（1970年、日活） - あゆ子
- いちどは行きたい女風呂（1970年、ダイニチ） - みどり
- 未亡人ごろしの帝王（1971年、東映） - 横田奈々江
- 緋ぢりめん博徒（1972年、東映） - おりゅう
- やさぐれ姐御伝 総括リンチ（1973年、東映） - 扇清子
- 少林寺拳法（1975年、東映） - 村山典子
- 日本暴力列島 京阪神殺しの軍団（1975年、東映）
- 青い性（1975年、東映） - 女子高生
- キンキンのルンペン大将（1976年、東映） - 道子
- お祭り野郎 魚河岸の兄弟分（1976年、東映） - 八尋わかめ

### その他のテレビ番組
- 600 こちら情報部（NHK） - リポーター